# Droga krajowa 72
Die Droga krajowa 72 (kurz DK72, pol. für ,Nationalstraße 72‘ bzw. ,Landesstraße 72‘) ist eine Landesstraße in Polen. Sie führt von Konin in östlicher Richtung über Turek, Poddębice, Łódź und Brzeziny bis Rawa Mazowiecka und verläuft weitestgehend parallel zur Autobahn A2. Die Gesamtlänge beträgt 189 km.

## Geschichte
Nach der Neuordnung des Straßennetzes 1985 wurden einige Abschnitte des heutigen Straßenverlaufes in das Netz der neuen Landesstraßen aufgenommen. Der Abschnitt von Konin bis Uniejów wurde als Teil der Landesstraße 469 geführt. Das Teilstück von Uniejów bis Balin war Teil der damaligen Landesstraße 473. Der Abschnitt von Balin bis Łódź wurde der Landesstraße 709, der Abschnitt zwischen Łódź und Rawa Mazowiecka der Landesstraße 72 zugeordnet. Mit der Reform der Nummerierung vom 9. Mai 2001 wurden die Abschnitte zwischen Konin und Łódź Teile der Landesstraße 72, die in Richtung Westen bis Konin verlängert wurde.

## Wichtige Ortschaften entlang der Strecke
- Konin
- Tuliszków
- Turek
- Uniejów
- Poddębice
- Aleksandrów Łódzki
- Łódź
- Brzeziny
- Jeżów
- Głuchów
- Rawa Mazowiecka